# Paxilla obesa
Paxilla obesa är en insektsart som först beskrevs av Scudder, S.H. 1877.  Paxilla obesa ingår i släktet Paxilla och familjen torngräshoppor. Inga underarter finns listade i Catalogue of Life.